# Vesicaperla trilinea
Vesicaperla trilinea is een steenvlieg uit de familie Gripopterygidae. De wetenschappelijke naam van de soort is voor het eerst geldig gepubliceerd in 2003 door McLellan.